# Друнгарий
Друнга́рий (греч. δρουγγάριος, лат. drungarius) — командир военного подразделения в византийской армии. Друнг — до X века военное подразделение, которое составляло треть турмы.
Кроме этого:
- друнгарий флота — командующий императорскими боевыми кораблями (в отличие от провинциального флота морских фем, содержавшегося за их счёт);
- друнгарий тагмы (он же никтепарх — «ночной эпарх») — с конца VIII века начальник охраны главного императорского дворца, ипподрома и суда, а также ночной стражи Константинополя;
- друнгарий арифма — командир этой тагмы;
- друнгарий Кивирреотов — стратег морской фемы Кивирреотов на юге Малой Азии, часто командовал всем фемным флотом;
- друнгарий ванды — командир небольшого военного отряда, входившего в состав тагмы.